# Santa Margarida de Montbui
Santa Margarida de Montbui è un comune spagnolo di 9 064 abitanti situato nella comunità autonoma della Catalogna.